# Dino Luperi
Dino Luperi (Livorno, 1º gennaio 1898 – 20 luglio 1980) è stato un calciatore italiano, di ruolo centrocampista.

## Carriera
Nei tabellini delle gare è sempre citato come Luperi I per distinguerlo dal fratello Ramiro (II). 
A partire dalla stagione 1922-1923 disputa complessivamente con il Livorno 28 gare e segna 2 reti nel corso di due campionati di Prima Divisione.